# 十款天条
《十款天条》是太平天国前身拜上帝會會規，后来成为太平军軍规。
洪秀全、冯云山仿照基督教圣经《旧约全书》所述的「十誡」，结合中国传统道德信条，于道光二十七年（1847年）在广西桂平县紫荆山区制定，咸丰二年（1852年）正式刊行。

## 内容
- 第一，崇拜皇上帝
- 第二，不好拜邪神
- 第三，不好妄题皇上帝之名
- 第四，七日礼拜，颂赞皇上帝恩德
- 第五，孝顺父母
- 第六，不好杀人害人
- 第七，不好奸邪淫乱
- 第八，不好偷窃劫抢
- 第九，不好讲谎话
- 第十，不好起贪心

前四条属于宗教信仰，后六条是《原道救世歌》所举六不正的内容。主要是禁止杀人、伤人、淫乱、抢劫、偷窃、赌博。